# Janet Jackson (album)
Janet Jackson là album đầu tay của ca sĩ người Mỹ Janet Jackson, phát hành vào ngày 21 tháng 1 năm 1982, bởi A&M Records. Nó không đạt được thành công nào trên các bảng xếp hạng, và chỉ bán được 300.000 bản trên toàn thế giới.

## Danh sách bài hát
| Mặt 1 | Mặt 1                                  | Mặt 1                     | Mặt 1                      | Mặt 1                     |
| STT   | Nhan đề                                | Sáng tác                  | Sản xuất                   | Thời lượng                |
| ----- | -------------------------------------- | ------------------------- | -------------------------- | ------------------------- |
| 1.    | "Say You Do"                           | René Moore Angela Winbush | Bobby Watson Moore Winbush | 6:48 (CD) 5:20 (đĩa than) |
| 2.    | "You'll Never Find (a Love Like Mine)" | Moore Winbush             | Watson Moore Winbush       | 4:09                      |
| 3.    | "Young Love"                           | Moore Winbush             | Watson Moore Winbush       | 4:56                      |
| 4.    | "Love and My Best Friend"              | Moore Winbush             | Watson Moore Winbush       | 4:47                      |

| Mặt 2 | Mặt 2                           | Mặt 2                                      | Mặt 2                       | Mặt 2      |
| STT   | Nhan đề                         | Sáng tác                                   | Sản xuất                    | Thời lượng |
| ----- | ------------------------------- | ------------------------------------------ | --------------------------- | ---------- |
| 1.    | "Don't Mess Up This Good Thing" | Wardell Potts, Jr. Barry Sarna Dana Meyers | Foster Sylvers Jerry Weaver | 3:53       |
| 2.    | "Forever Yours"                 | Phillip Ingram Attala Zane Giles           | Weaver Charmaine Sylvers    | 4:57       |
| 3.    | "The Magic is Working"          | Dorie Pride Gene Dozier                    | F. Sylvers Weaver           | 4:09       |
| 4.    | "Come Give Your Love to Me"     | Glen Barbee C. Sylvers                     | F. Sylvers Weaver           | 5:03       |

## Xếp hạng
| Bảng xếp hạng (1982)                  | Vị trí cao nhất |
| ------------------------------------- | --------------- |
| New Zealand Albums Chart              | 44              |
| US Billboard 200                      | 63              |
| US Top R&B/Hip-Hop Albums (Billboard) | 6               |